# Tartu
Tartu (în germană și suedeză cunoscut ca Dorpat sau Dörpt) este un oraș în sudul Estoniei, cu o populație de 101.246 de locuitori și capitala județului Tartu. În Tartu se află cea mai mare universitate estoniană, Universitatea din Tartu. Tartu este al doilea cel mai mare oraș din Estonia. Orașul a fost locuit de germanii baltici.

## Galerie de imagini

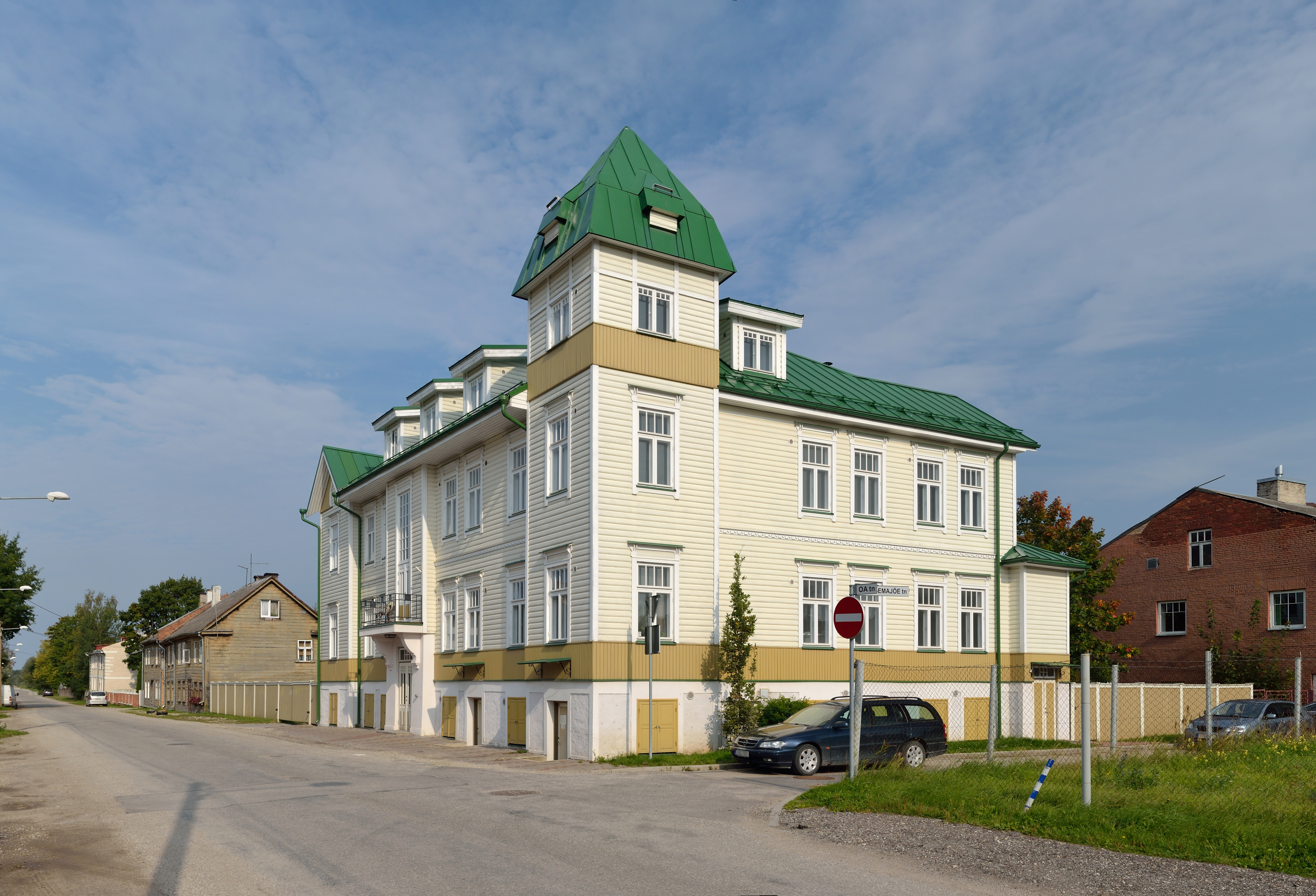
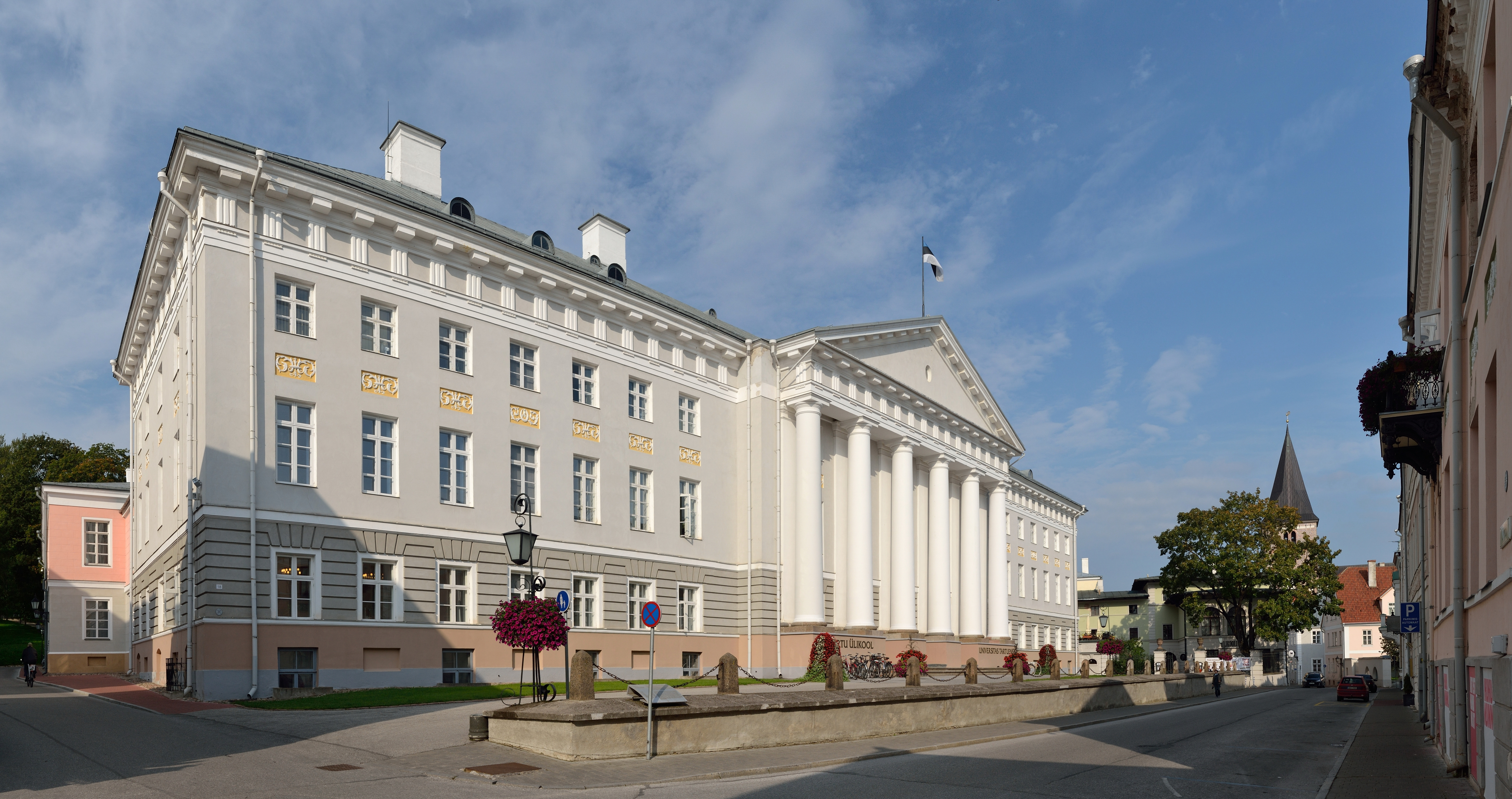
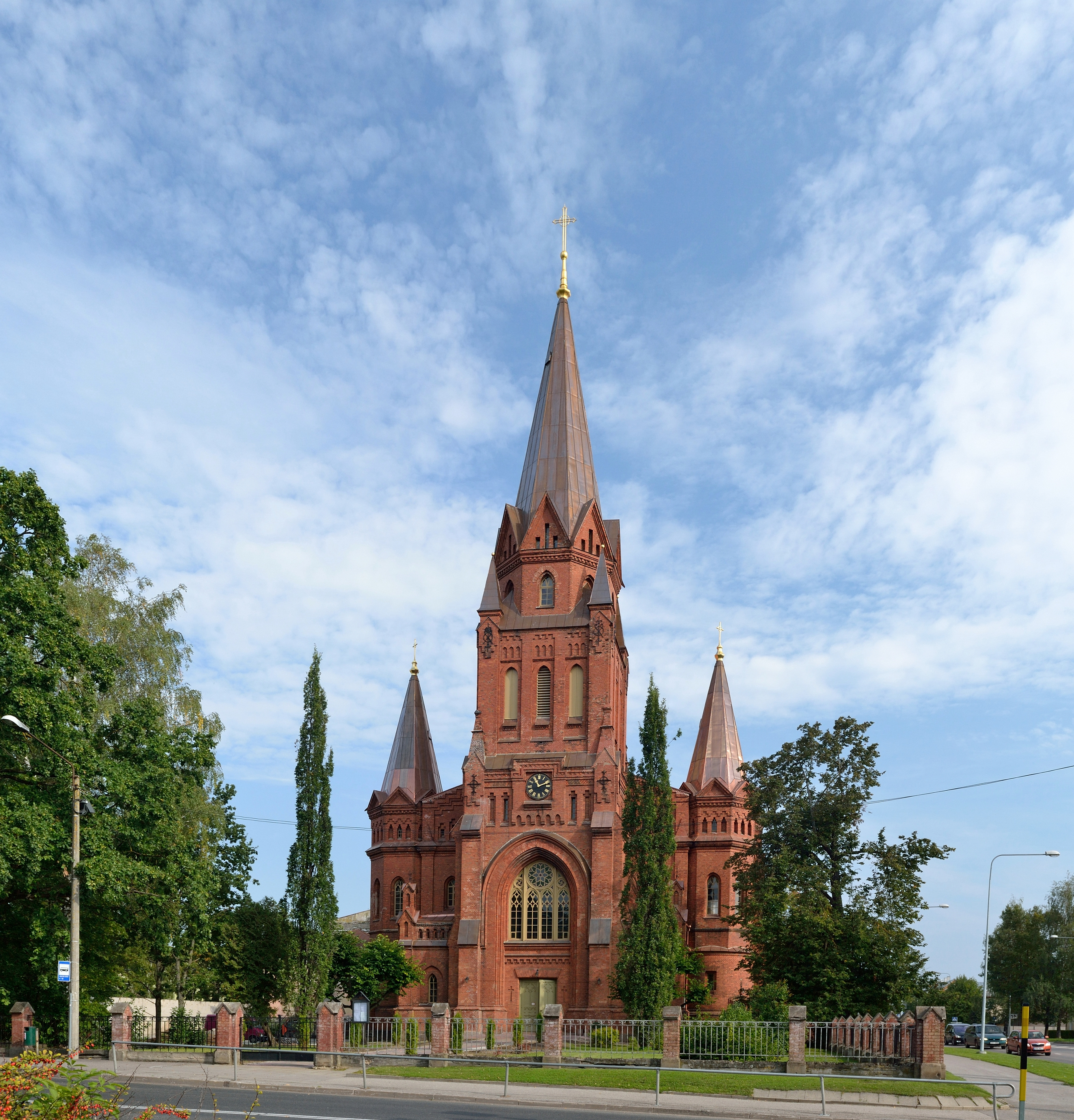
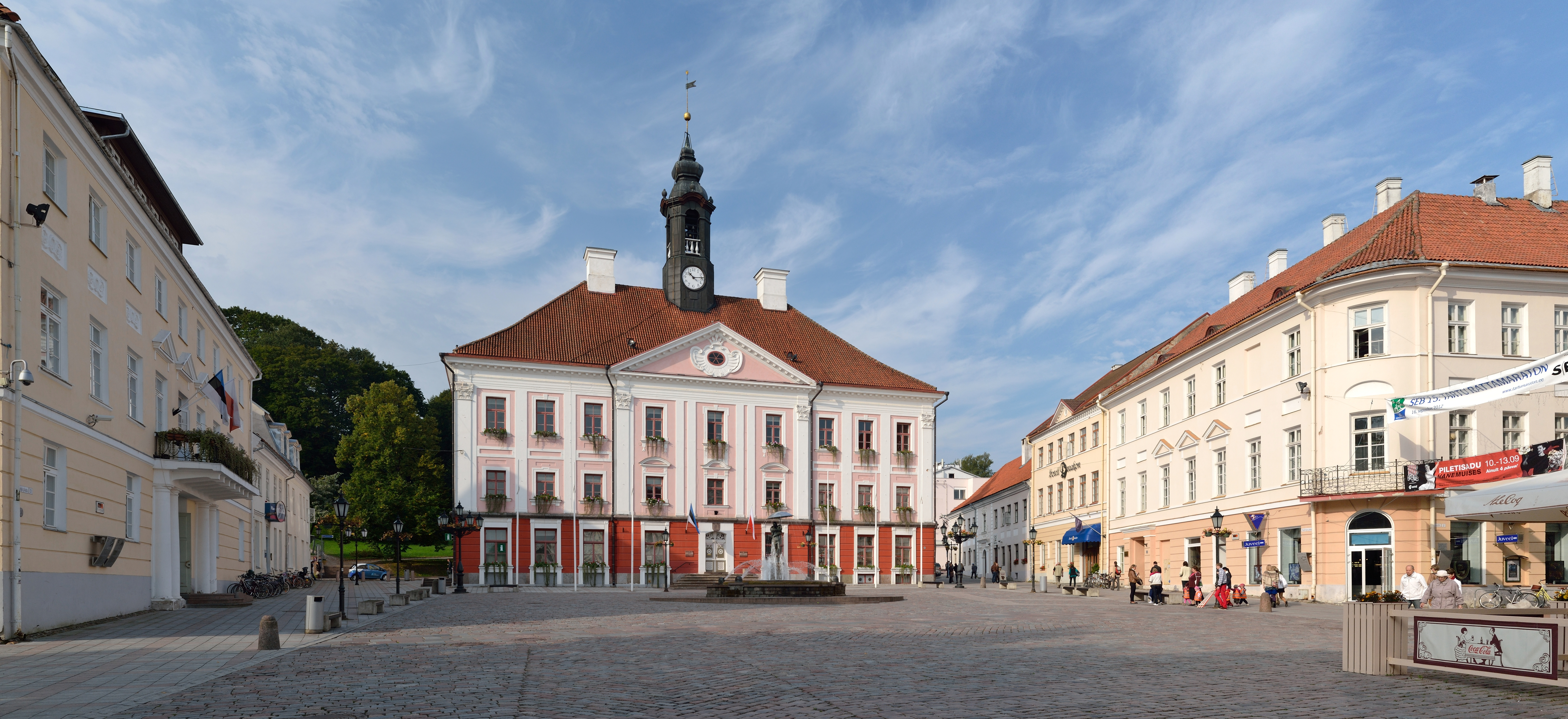
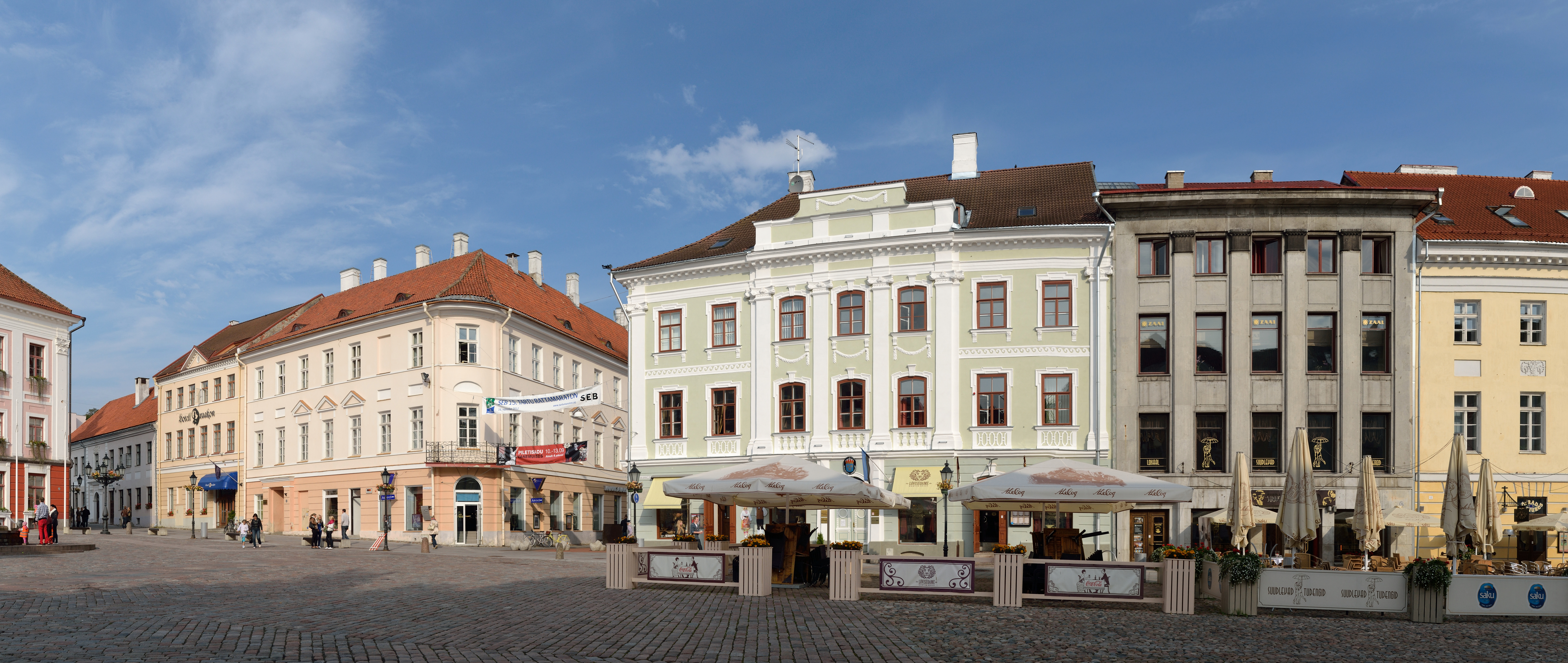
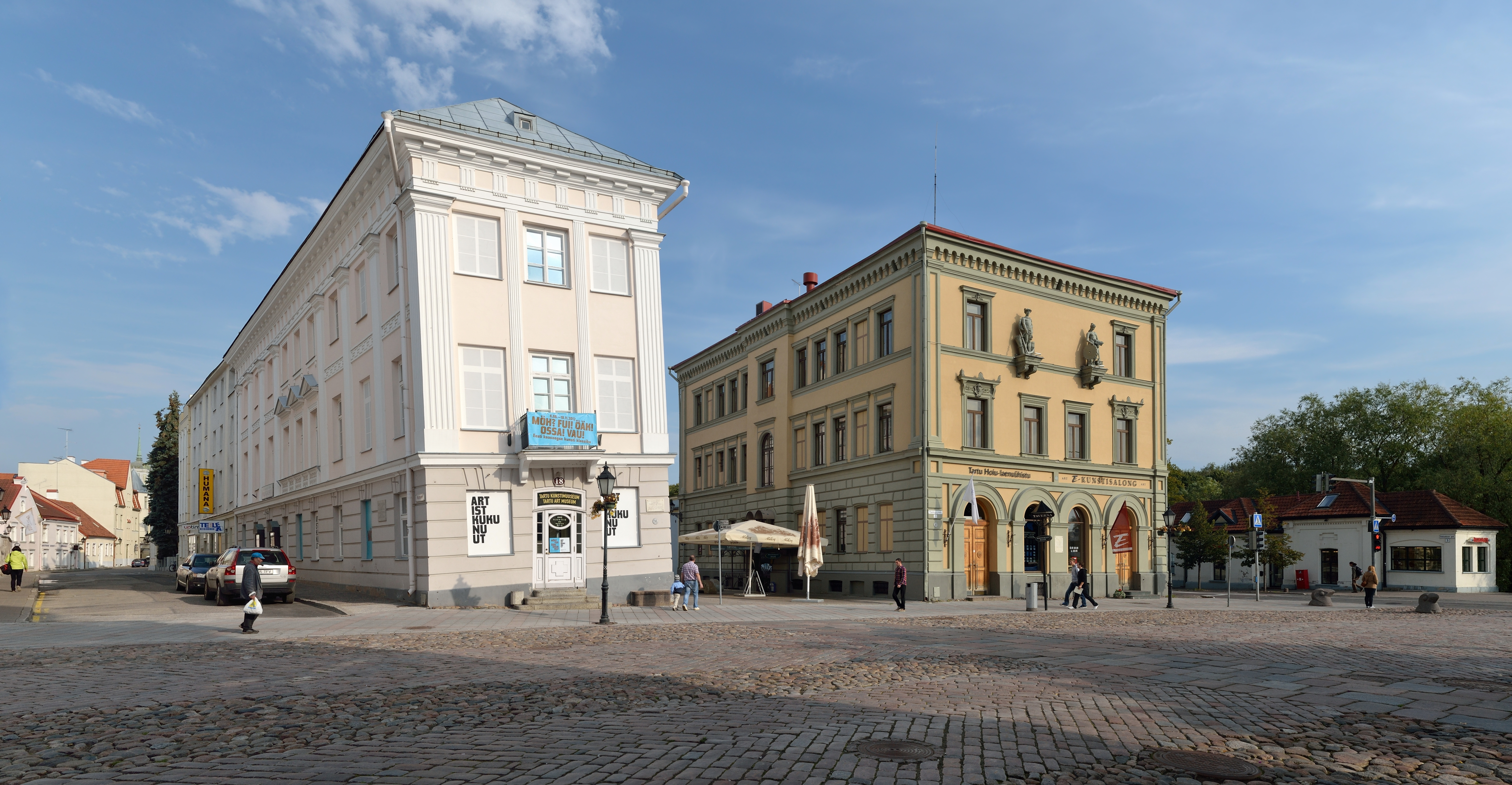
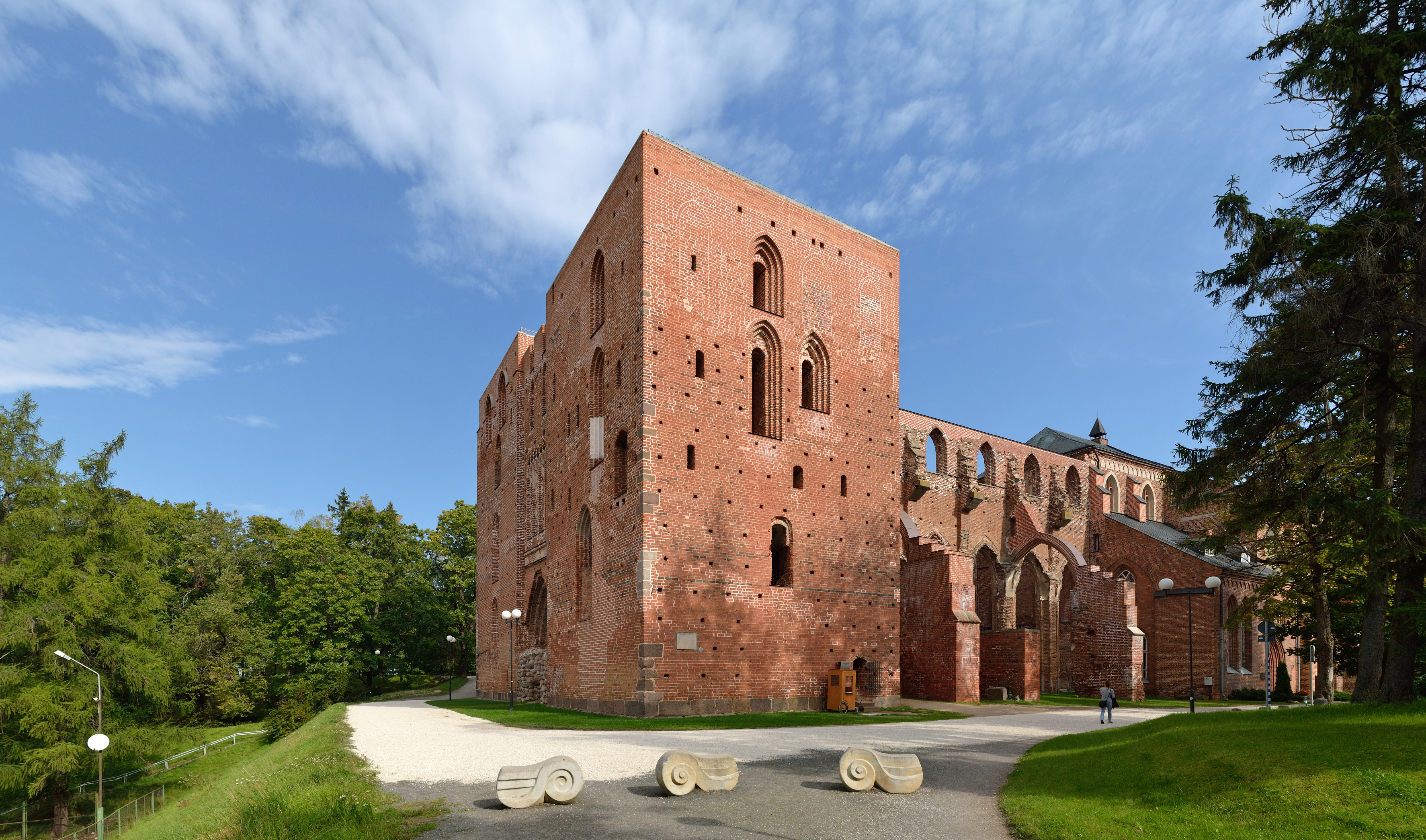
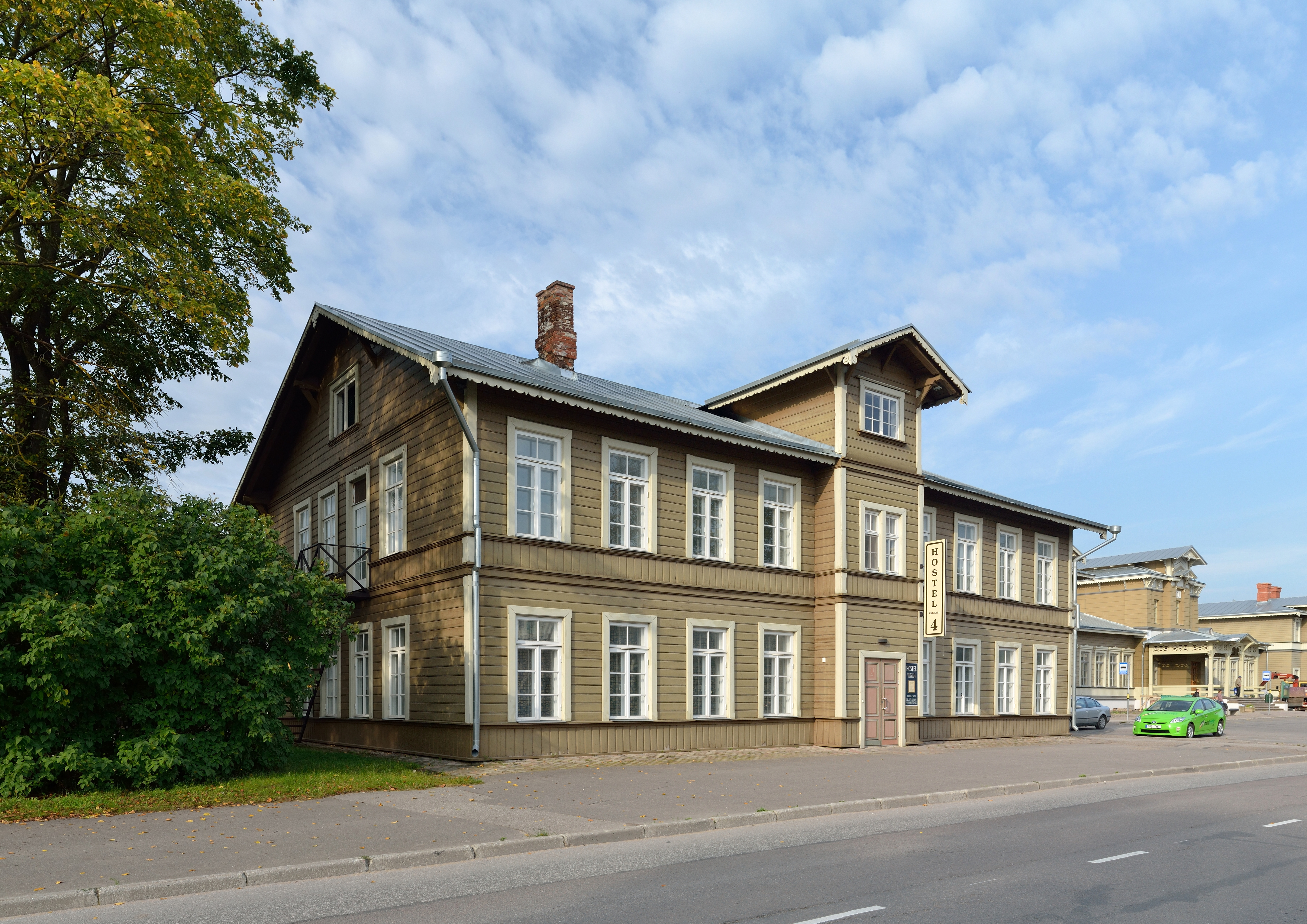

## Personalități născute aici
- Karl Ernst Claus (1796 - 1864), om de știință german baltic;
- Cezaria Jędrzejewiczowa (1885 - 1967), istoric de artă polonez;
- Helene Kullman (1920 - 1943), agent sovietic din timpul celui de-al Doilea Război Mondial;
- Gero von Wilpert (1933 - 2009), istoric literar german;
- Andrus Ansip (n. 1956), om politic;
- Alar Karis (n. 1958), biolog, președinte al Estoniei;
- Kersti Kaljulaid (n. 1969), președinte al țării în perioada 2016 -  2021;
- Laura Põldvere (n. 1988), cântăreață;
- Julia Beljajeva (n. 1992), scrimeră.